# Strada statale 148 Pontina
La strada statale Pontina (SS 148), in precedenza strada regionale 148 Pontina (SR 148), è una strada statale che collega Roma a Terracina (LT), passando per Latina e per le località di Pomezia, Ardea in provincia di Roma e per Aprilia, Pontinia e Sabaudia in provincia di Latina.

## Storia
La tratta settentrionale, tra Roma e Borgo Piave (frazione di Latina), fu costruita negli anni quaranta ed inaugurata nel 1950.
La tratta meridionale, tra Borgo Piave e Terracina, fu costruita tra gli anni sessanta e settanta col nome di via Mediana, integrando ed ampliando preesistente viabilità, tra la quale in particolare buona parte della strada di bonifica denominata via Lunga costruita negli anni trenta per la bonifica dell'Agro Pontino.
La strada statale 148, in origine denominata "Latina", venne istituita nel 1950. L'anno successivo la sua denominazione venne mutata in "Pontina".
La strada è stata successivamente rettificata e ampliata; sussistono peraltro alcuni tratti del vecchio tracciato, denominato via Pontina vecchia, utilizzati dalla viabilità locale.
Il decreto legislativo 31 marzo 1998, n. 112, ed in particolare gli artt.99 e 101, ha assegnato la gestione della strada, con decorrenza 1º febbraio 2002, alla Regione Lazio, che poi ha devoluto le competenze alle province di Roma e Latina per le tratte di competenza; dal 5 marzo 2007 la gestione è stata affidata ad ASTRAL; dal 21 gennaio 2019 la gestione è tornata in capo a ANAS.

## Caratteristiche
Ha inizio a Roma nel quartiere EUR ed è una superstrada ad intensa percorrenza. Serve l'antica città di Ardea e attraversa alcune località edificate negli anni trenta oggi importanti e popolosi centri urbani come Pomezia, Aprilia, Latina ma anche diverse località come: Campoverde, Borgo Montello, Prato Cesarino-Cisterna di Latina, Borgo Piave, Borgo Isonzo, Borgo San Donato, parco nazionale del Circeo. Termina a Terracina dove si incontra con la SS7.
La tratta da Roma a Borgo piave è composta da due semicarreggiate ciascuna con due corsie, con caratteristiche di superstrada. Il tratto successivo invece, da Borgo Piave a Terracina, prevede una sola corsia per senso di marcia sebbene la carreggiata sia stata configurata, nei primi anni settanta, per ospitare tre corsie complessive (delle quali quella centrale destinata al sorpasso in ambo le direzioni), e prevede quasi tutte intersezioni a raso, prevalentemente regolate a rotatoria.
All'inizio del XXI secolo la tratta settentrionale è stata declassata da strada extraurbana principale a strada extraurbana secondaria, al pari della tratta meridionale, perché molte uscite sono state ritenute poco sicure; inoltre il limite di velocità è stato abbassato da 110 a 80 km/h nel tratto compreso tra Pomezia e Latina nord.
Nella seconda metà degli anni 2000 il tratto tra Latina e la foresta demaniale del Circeo è stato dotato di uno spartitraffico in precedenza assente, che ha separato fisicamente le due direzioni di marcia pur lasciando a ciascuna una sola corsia disponibile. Circa nello stesso periodo numerose intersezioni a raso presenti a sud di Latina sono state trasformate in rotatorie.
Con ordinanza ASTRAL n.2 del 28/02/2014 sul tratto tra Spinaceto e Pomezia il limite è stato ulteriormente abbassato a 70 km/h data la sua pericolosità. 
L'ANAS, di nuovo gestore della strada dal 2019, ha avviato un piano di riqualificazione: i primi interventi sono stati orientati al ripristino della pavimentazione nei tratti più usurati.

## Percorso
La strada ha origine a Roma dal piazzale Venticinque Marzo 1957, punto di congiunzione tra viale dell'Oceano Atlantico e viale dell'Oceano Pacifico. Per i primi 800 metri si sovrappone alla via Cristoforo Colombo, che si distacca poi verso ovest. Dopo il sottopasso del Grande Raccordo Anulare (uscita 26) la strada si innesta su un cavalcavia che sovrasta via Tumiati ed è affiancata da entrambi i lati da carreggiate riservate al traffico locale. In loco si trova l'uscita per Mostacciano-Spinaceto nord, che si collega con via Caduti della Resistenza tramite la carreggiata laterale. Sempre tramite quest'ultima ma in direzione Roma, v'è il collegamento con via di Vallerano accessibile dall'uscita Tor de' Cenci-Spinaceto sud. Andando verso sud vi sono nell'ordine l'uscita denominata Torvaianica-Pratica di Mare, località nota per l'Aeroporto militare Mario de Bernardi, quindi via Laurentina-via di Trigoria e Castel Romano dove è presente un importante polo industriale e turistico-ricreativo, tra cui una cittadella dello shopping e un parco divertimenti ad ambientazione cinematografica: Cinecittà World. In questo tratto la carreggiata verso Latina è fiancheggiata da pini sui due lati, a testimonianza del fatto che si tratta del tracciato originario della strada.
Successivamente si entra nel comune di Pomezia dove la SS 148 viene affiancata da carreggiate laterali. Quella verso Roma è un tratto della Pontina vecchia. Nel territorio di Pomezia sono presenti quattro uscite: via Monte d'oro-via Vaccareccia, via Naro-Zona industriale-Pomezia nord, Pomezia centro- SP 101 Albano-Torvajanica e Pomezia sud-via dei Castelli Romani- via della Maggiona. Successivamente vi sono le seguenti uscite: Ardea-via Laurentina, Ardea-via Strampelli, Ardea-via Ardeatina- Casalazzara, via Apriliana, via del Tufetto (che incrocia la ex strada statale 207 Nettunense a Campoleone), via Fossignano-via Vallelata.
Giunti in provincia di Latina nel comune di Aprilia le uscite sono via delle Valli-via della Riserva Nuova-Centro commerciale Aprilia 2, Aprilia centro-Anzio-Nettuno ex strada statale 207 Nettunense, Aprilia-via del Commercio-via Mascagni, Aprilia-viale Europa, via di Guardapasso, via Selciatella-via del Genio Civile-Campo di Carne, Campoverde-Velletri-Nettuno. Taglia la parte meridionale del comune di Cisterna di Latina con le uscite via Le Ferriere, via del Cavaliere, Borgo Montello, via Conca-via del Valloncello, via Prato Cesarino, Prampolini-Acqua Bianca.
All'altezza della località Borgo Piave la strada si divide in due carreggiate: quella verso sinistra sbocca all'interno di Borgo Piave e confluisce in una rotatoria in direzione del centro di Latina, quella a destra si dirige verso Terracina, perdendo le caratteristiche di super-strada e proseguendo con unica carreggiata a due corsie (una per senso di marcia) fino a Terracina, con l'eccezione della tratta intermedia da Borgo Isonzo alla foresta demaniale del Circeo dove la strada risulta suddivisa in due semicarreggiate separate da barriera di tipo New Jersey, ciascuna con una sola corsia. Nella tratta Borgo Isonzo - Terracina le intersezioni sono a raso, prevalentemente regolate con circolazione rotatoria.

### Tabella percorso
| Via Pontina tratto Roma – Latina |                                                                         |    |                                         |           |
| Tipo                             | Indicazione                                                             | km | Note                                    | Provincia |
|                                  | Via Cristoforo Colombo                                                  |    |                                         | RM        |
|                                  | Via di Acqua Acetosa - Ostiense Via Laurentina - Via Cristoforo Colombo |    | Solo carreggiata est                    | RM        |
|                                  | Grande Raccordo Anulare Uscita 26                                       |    |                                         | RM        |
|                                  | Spinaceto - Mostacciano Zona commerciale                                |    |                                         | RM        |
|                                  | Tor de' Cenci Spinaceto sud                                             |    |                                         | RM        |
|                                  | Castel di Decima Tor de' Cenci sud                                      |    |                                         | RM        |
|                                  | Torvajanica - Pratica di Mare Zoomarine                                 |    |                                         | RM        |
|                                  | Castel Romano Agglomerato consortile                                    |    |                                         | RM        |
|                                  | Via della Comunella                                                     |    | Solo carreggiata est                    | RM        |
|                                  | Pomezia Torvajanica                                                     |    |                                         | RM        |
|                                  | Pomezia Castelli Romani                                                 |    |                                         | RM        |
|                                  | Torvajanica Pomezia sud                                                 |    |                                         | RM        |
|                                  | Maggiona                                                                |    |                                         | RM        |
|                                  | Via Pontina Vecchia inversione di marcia direzione Roma                 |    |                                         | RM        |
|                                  | Via Laurentina Via Pontina Vecchia – Ardea                              |    |                                         | RM        |
|                                  | Ardea                                                                   |    |                                         | RM        |
|                                  | Ardea Via Ardeatina Casalazzara                                         |    |                                         | LT        |
|                                  | Via Apriliana                                                           |    |                                         | LT        |
|                                  | Via del Tufetto                                                         |    |                                         | LT        |
|                                  | Via Vallelata – Via Fossignano                                          |    |                                         | LT        |
|                                  | Via delle Valli – Via della Riserva Nuova                               |    |                                         | LT        |
|                                  | Via Isarco                                                              |    | solo carreggiata ovest solo autorizzati | LT        |
|                                  | Anzio – Nettuno                                                         |    |                                         | LT        |
|                                  | Aprilia Via Appia                                                       |    |                                         | LT        |
|                                  | Montarelli Multiplex                                                    |    |                                         | LT        |
|                                  | Aprilia Via Mascagni – Via del Commercio – Borgata Agip                 |    |                                         | LT        |
|                                  | Aprilia Viale Europa                                                    |    |                                         | LT        |
|                                  | Stadio Via dei Giardini                                                 |    |                                         | LT        |
|                                  | Inversione di marcia                                                    |    | Rampe solo in direzione Roma            | LT        |
|                                  | Nettuno - Via Campana Torre del Padiglione – Campo di Carne             |    |                                         | LT        |
|                                  | Nettuno–Velletri Campoverde nord                                        |    |                                         | LT        |
|                                  | Campoverde Fiera "Mercato dei Fiori"                                    |    |                                         | LT        |
|                                  | Nettuno – Anzio Le Ferriere Inversione di marcia                        |    |                                         | LT        |
|                                  | Strada provinciale Cisterna–Nettuno Borgo Montello                      |    |                                         | LT        |
|                                  | Borgo Bainsizza Borgo Podgora                                           |    |                                         | LT        |
|                                  | Piattaforma Logistica Integrata Dogana – Latina Scalo                   |    |                                         | LT        |
|                                  | Cisterna di Latina Borgo Sabotino                                       |    |                                         | LT        |
|                                  | Borgo Santa Maria                                                       |    |                                         | LT        |
|                                  | Istituto statale Agrario ARPA Lazio                                     |    |                                         | LT        |
|                                  | Via Pontina Sabaudia – San Felice Circeo – Terracina                    |    |                                         | LT        |
|                                  | Latina                                                                  |    |                                         | LT        |